# Stubičke Toplice
Stubičke Toplice – wieś i uzdrowisko w Chorwacji, w żupanii krapińsko-zagorskiej, siedziba gminy Stubičke Toplice. W 2011 roku liczyła 1845 mieszkańców.

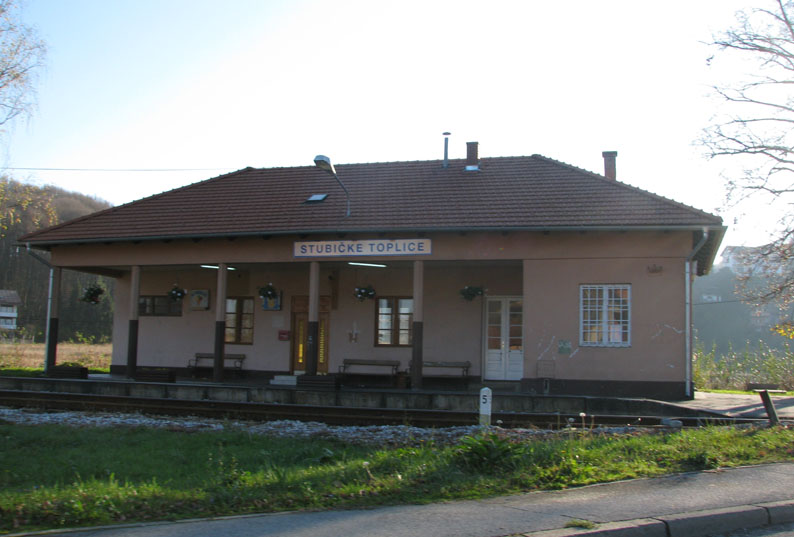
Dworzec kolejowy

Jest położona na północnych stokach Medvednicy, około 40 km na północ od Zagrzebia.
Pierwsza wzmianka o miejscowości pochodzi z 1567. Funkcja uzdrowiskowa od 1776, za sprawą rodziny Vojkffych. W 1806 wieś nabył biskup Maksymilian Vrhovac. Obecnie silnie rozwija się funkcja uzdrowiskowa (leczenie schorzeń narządu ruchu) i konferencyjna, m.in. za sprawą centrum konferencyjnego Matija Gubec (nazwa na cześć XVI-wiecznego przywódcy powstań chłopskich z pobliskiej Gornjej Stubicy). W miejscowości zamieszkuje Hrvoje Kovačević - znany współczesny pisarz chorwacki.
Po okolicach Toplic prowadzi ścieżka dydaktyczna Kamenjak, prowadząca do Dębu Szubienicy (Hrast Galženjak), na którym wieszano powstańców Gupca w 1573. Przy ścieżce znajduje się także Raspelo (miejsce, gdzie stoi kapliczka z krucyfiksem).
Przez miejscowość przebiega ślepa linia kolejowa z Zaboka (de facto rozgałęzienie następuje na stacji Hum Lug) do Gornjej Stubicy. Budynek dworca jest murowany, stacja nieobsadzona w sensie ruchowym, bufet opuszczony i zdewastowany (2010). Według rozkładu jazdy 2009/2010 kursowało tu 10 par pociągów osobowych (niektóre tylko w dni robocze, jeden poranny bezpośrednio z Zagrzebia).